# Urotangara de Stolzmann
Urothraupis stolzmanni
Genre
Espèce
Statut de conservation UICN

 LC  : Préoccupation mineure
L’Urotangara de Stolzmann (Urothraupis stolzmanni) est une espèce de passereaux de la famille des Thraupidae. C'est la seule espèce du genre Urothraupis.

## Répartition
On le trouve en Colombie et en Équateur.

## Habitat
On le trouve dans les montagnes humides tropicales et subtropicales.